# Sophie Balmary
Sophie Balmary (ur. 28 maja 1979 w Cahors) – francuska wioślarka, reprezentantka Francji w wioślarskiej jedynce podczas Letnich Igrzysk Olimpijskich w Pekinie.

## Osiągnięcia
- Mistrzostwa Świata – Kolonia 1998 – dwójka podwójna – 5. miejsce[1].
- Mistrzostwa Świata – St. Catharines 1999 – dwójka podwójna – 5. miejsce[1].
- Igrzyska Olimpijskie – Sydney 2000 – jedynka – 9. miejsce[1].
- Mistrzostwa Świata – Lucerna 2001 – jedynka – 4. miejsce[1].
- Mistrzostwa Świata – Sewilla 2002 – dwójka podwójna – 6. miejsce[1].
- Mistrzostwa Świata – Mediolan 2003 – dwójka bez sternika – 8. miejsce[1].
- Igrzyska Olimpijskie – Ateny 2004 – dwójka bez sternika – 10. miejsce[1].
- Mistrzostwa Świata – Gifu 2005 – jedynka – 4. miejsce[1].
- Mistrzostwa Świata – Eton 2006 – jedynka – 4. miejsce[1].
- Mistrzostwa Świata – Monachium 2007 – jedynka – 7. miejsce[1].
- Igrzyska Olimpijskie – Pekin 2008 – jedynka – 12. miejsce[1].